# Odaia Turcului, Dâmbovița
Odaia Turcului este un sat în comuna Mătăsaru din județul Dâmbovița, Muntenia, România.

## Poziție geografică
Satul Odaia Turcului are o poziție central-nordică în comuna Mătăsaru, învecinându-se cu următoarele localități : Mătăsaru (nord-vest),Crețulesti (sud-vest), Tețcoiu (sud), Costeștii din Deal (sud-est) și comuna Produlești (nord-est).
Poziționarea în cadrul comunei și a județului este deosebit de bună, deoarece satul are acces la drumul național 7 (DN7), situându-se între orașele Găești și Titu, la o distanță de 11 km, respectiv 12 km față de acestea. În plus, distanța până la capitala București este relativ scurtă, puțin peste 60 km.
Se poate menționa că localitatea este așezată la limita intre zona de câmpie și deal,într-o zonă de tranziție , dealul din nordul satului fiind ultima forma de relief de acest tip, la sud fiind doar câmpie.
Coordonate (latitudine,longitudine): 44.6964, 25.4509
Cercetari arheologice
După o întrerupere de șase ani au fost reluate săpăturile arheologice în așezarea din epoca timpurie a bronzului de la Odaia Turcului. Scopul cercetărilor din acest an a fost verificarea stratigrafiei așezării și relația dintre valul de apărare și nivelurile din așezare. S-a deschis , o singură secțiune numită SA/1995 cu dimensiuni de 16 x 3 m, orientată SSE-NNV, în marginea vestică a așezării. SA/1995 este paralelă cu profilul vestic al SI/1988 și perpendiculară pe SII/1988. Din motive obiective, săpătura nu a ajuns la pământul viu, astfel încât în momentul de față nu dispunem decât de rezultate parțiale.
În carourile 1 - 6 săpătura s-a adâncit până la -0,80. Solul vegetal are o grosime de cca. 0,10 m și conține materiale ceramice din epoca bronzului și medievale (sec. XVI - XVII). De la baza solului vegetal se adâncesc două gropi medievale care au distrus în mare parte nivelurile epocii bronzului. Nivelul superior de locuire (corespunzător grupului Odaia Turcului) are o culoare cenușie închisă și o grosime de 0,25 m. Acest nivel suprapune locuirea Glina, ce constă, între -0,35 -0,80, din trei niveluri. Este vorba de o refacere succesivă (și probabil locală) a unei locuințe din care, din cauza deranjamentelor ulterioare, nu s-au mai păstrat decât slabe urme de podea.
În carourile 7 - 16 săpătura s-a adâncit până la -0,50 m și a surprins valul de apărare al așezării, constituit dintr-un lut castaniu-roșcat, foarte compact. Singura observație stratigrafică sigură este aceea că nivelul corespunzător grupului Odaia Turcului suprapune valul de apărare. În consecință, fortificația nu poate aparține decât unuia din nivelurile Glina surprinse în așezare. Singurele complexe de locuire, în afară de cele două gropi medievale amintite, sunt patru gropi ce se adâncesc de la baza nivelului superior, din care două perforează valul de apărare.
Materialul ceramic este tipic atât pentru cultura Glina cât și pentru grupul Odaia Turcului și împreună cu materialele rezultate din săpăturile mai vechi se află în curs de prelucrare la IAB.
http://cronica.cimec.ro/detaliu.asp?k=238

## Clima
Satul situându-se in Câmpia Română, mai exact în Câmpia Titu, clima este temperat-continentală, iernile fiind aspre (temperatura ajunge la -25°C) și verile foarte calde (temperatura ajunge chiar la 38°C).

## Hidrografie
Din punct de vedere hidrografic, râul Sabar/Potop trece pe la marginea sudică satului. Acesta este un rau cu debit mic, unde există diferite specii de pești precum cleanul, carasul, mreana, obletele etc. Mai există un alt pârâu denumit popular "Valea Adâncă", care curge doar în urma precipitațiilor însemnate cantitativ.

## Transport
Datorită poziționării, Odaia Turcului are acces la calea ferată București–Pitești, mai exact la stația Mătăsaru, situată la aproximativ 2 kilometri de sat. Pe de altă parte, drumul ce străbate localitatea (drumul comunal 70 - DC70) se intersectează cu  drumul național 7 (DN7) ,accesul la orașele apropiate fiind simplu.

## Istorie
Situl arheologic de la Odaia Turcului, punct „Hoaga” se situează pe terasa stangă înaltă a Sabarului, la 0,5 km NV de sat și la S de DN 7 (cca. 0,2 km). Acolo au fost descoperite așezări din epoca bronzului.
| Informații despre SIT                 |                                                                                        |
| Cod RAN                               | 68084.01                                                                               |
| Cod LMI (Lista Monumentelor Istorice) | DB-I-s-A-17096                                                                         |
| Nume                                  | Așezarea din epoca bronzului de la Odaia Turcului - Hoaga                              |
| Județ                                 | Dâmbovița                                                                              |
| Unitate administrativă                | Mătăsaru                                                                               |
| Localitate                            | Odaia Turcului                                                                         |
| Punct                                 | Hoaga                                                                                  |
| Reper                                 | pe terasa stângă înaltă a Sabarului, la 0,5 km NV de sat și la S de DN 7 (cca. 0,2 km) |
| Forma de relief                       | terasă                                                                                 |
| Categorie                             | locuire civilă                                                                         |
| Tip                                   | așezare                                                                                |
| Data ultimei modificări a fișei       | 11.2.2010                                                                              |

| Categorie/ Tip      | Epoca (Datare)           | Cultura/ Faza culturală | Descriere/ Observații | Cod LMI           |
| Așezare deschisă    | Epoca bronzului timpuriu | Glina                   |                       | DB-I-m-A-17096.02 |
| Așezare fortificată | Epoca bronzului          | neprecizată             |                       | DB-I-m-A-17096.01 |